# Тайра (тварина)
{{#ifeq:0|0|{{#if:|{{#if:Eirabarbara|[[]}}|}}}}
Тайра (Eira barbara) — вид хижих ссавців родини мустелових (Mustelidae), поширених в Центральній і Південній Америці.

## Систематика
Утворює окремий рід і є близьким родичем європейських куниць (Mustela).

## Зовнішній вигляд
По статурі тайри нагадують тхорів, проте значно більші. Їх тулуб стрункий і витягнутий, кінцівки відносно короткі. Густе і коротке хутро забарвлене в темно-коричневий колір, при цьому голова дещо світліша, ніж решта тіла, а на горлі в більшості випадків знаходиться жовта або біла пляма. Є і окремі світліші фенотипи, у яких шерсть більш срібляста, а голова темніша. Хвіст у тайр довгий і пухнастий. Багато особин досягають довжини від 56 до 68 см, до яких додаються від 38 до 47 см довжини хвоста. Вага цих тварин становить від 4 до 5 кг.

## Розповсюдження

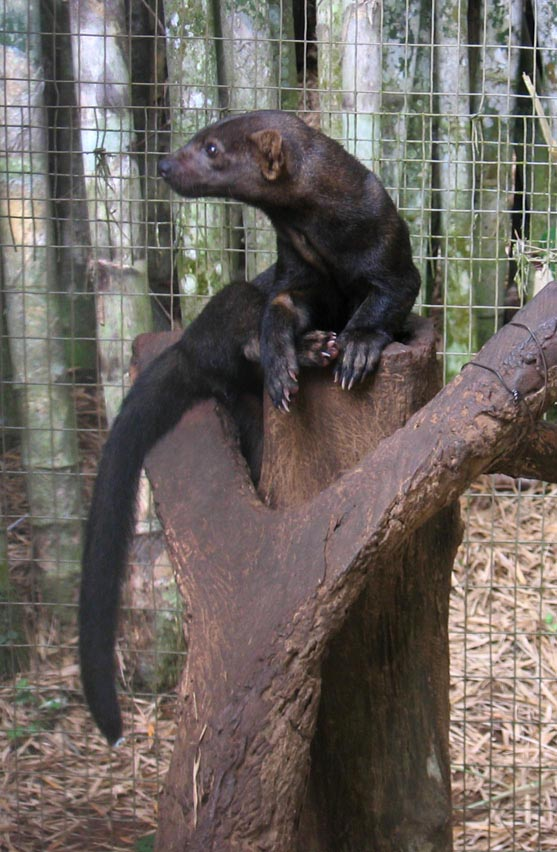
Тайра у зоопарку

Тайри живуть в Центральній і Південній Америці. Їх ареал тягнеться від півдня Мексики до Парагваю і півночі Аргентини. Основною сферою проживання є перш за все тропічні та субтропічні дощові ліси.

## Поведінка
Тайри активні головним чином в нічний час і зустрічаються як на землі, так і на деревах. Вони добре лазять і уміють долати чималі відстані стрибками. До того ж вони хороші плавці. Для нічного спокою будують власні притулки в дуплах дерев або використовують покинуті будови інших тварин. Іноді просто ховаються у високій траві.
Про соціальну поведінку тайр є різні відомості. Їх зустрічають як і поодинці, так і в парах або в невеликих родових групах. Тайри всеїдні, але основну частину їх їжі складають дрібні ссавці. Вони полюють на гризунів, таких як шиншили, на зайців або невеликих мазам. До їх здобичі відносяться також птахи, безхребетні, люблять вони і фрукти.
По закінченню вагітності, що триває до 70 днів, самка народжує по двох дитинчат. На другому місяці життя вони розплющують очі і відвикають від молока у віці до трьох місяців. У неволі ці тварини живуть до 18 років.

## Тайри і люди
Деяким корінним народам вдалося приручити тайр для того, щоб боротися з шкідниками-гризунами в поселеннях. На відміну від завезених куниць, тайри не проникають в курники і не вбивають птахів. У більшості регіонів Південної Америки тайра є найчастішим хижаком. Її можна нерідко побачити, оскільки вона не боїться людської близькості. Проте мексиканський підвид E. b. senex останнім часом став рідкісним і знаходиться під загрозою зникнення.